# 卡迪爾利
卡迪爾利是土耳其的城鎮，由奧斯曼尼耶負責管轄，位於該國南部，距離首府奧斯曼尼耶90公里，面積1,071平方公里，海拔高度95米，2011年人口82,110。

## 外部連結
- District governor's official website （页面存档备份，存于） （土耳其文）
- District municipality's official website（页面存档备份，存于） （土耳其文）
- Karatepe (archaeological site) （页面存档备份，存于）